# سی‌اف‌ای‌وی گلنساید (وای‌تی‌بی ۶۴۴)
سی‌اف‌ای‌وی گلنساید (وای‌تی‌بی ۶۴۴) (به انگلیسی: CFAV Glenside (YTB 644)) یک کشتی است که طول آن ۲۸٫۹۵ متر (۹۵ فوت ۰ اینچ) می‌باشد. این کشتی در سال ۱۹۷۷ ساخته شد.